# 된장 (영화)
"된장"은 2010년에 개봉한 대한민국의 영화로 장진 감독이 각본을 맡았다. 제15회 부산국제영화제의 갈라 프레젠테이션 부문에 초청되었다. 주연 배우 중 한명인 이동욱이 군대에 있을 때 개봉했다.

## 캐스팅
- 류승룡 : 최유진 역
- 이요원 : 장혜진 역
- 이동욱 : 김현수 역
- 조성하 : 박민/박구 역
- 이용녀 : 한명숙 역
- 박충선 : 국장 역
- 남정희 : 할매 역
- 김정석 : 강 형사 역
- 유순웅 : 염전 주인 역
- 유승목 : 김종구 역
- 박혜진 : 순대국밥집 주인 역
- 김세동 : 도방 봉사 역
- 조문의 : 연구원 역
- 장준녕 : 구진만 역
- 서진원 : 이형구 형사 역
- 이용직 : 김팔만 형사 역
- 송요셉 : 최수기 형사 역
- 금동현 : 벌목꾼 역
- 배장수 : 김득구 담당의 역
- 권혁수 : 산길 아저씨 역
- 이상희 : 시골가게 주인 역
- 임대일 : 교화원 위원 역
- 구본웅 : 스텝 1 / 조연출 역
- 박진우 : 스텝 2 (카메라맨) 역
- 류의현 : 어린 박민 역
- 고주연 : 소녀 역
- 김지훈 : 소방요원 역